# 다산경영상
한국경제신문은 다산 정약용 선생(丁若鏞·1762~1836년)의 실사구시(實事求是) 정신을 기리기 위해 1992년부터 다산경영상을 제정,시상하고 있다.탁월한 경영능력을 발휘해 기업 경쟁력을 높이고, 경영 풍토를 쇄신해 올바른 기업문화 창달을 주도한 경영인을 다산경영상 수상자로 선정한다.
심사는 경영철학, 기업 전략과 비전, 기업문화, 리더십, 경영실적 등 다섯 개 항목에 걸쳐 추천 내용과 전문가 평가, 영업보고서 분석 등을 바탕으로 한다. 심사위원회는 국내 경영학계의 대표적 학자들로 구성한다.

## 1~10회
수상연도/ 회/ 수상자
■ 1992/ 1회/ 김선홍 기아자동차 회장
■ 1993/ 2회/ 곽태환 세화섬유(株) 대표이사
■ 1994/ 3회/ 남승우 풀무원식품(株) 사장
■ 1995/ 4회/ 이현태 현대석유화학(株) 회장
■ 1996/ 5회/ 이대원 삼성항공산업(株) 부회장
■ 1997/ 6회/ 김향수 아남그룹 명예회장
■ 1998/ 7회/ 윤윤수 휠라코리아 사장
■ 1999/ 8회/ 창업경영인부문 : 張英信 애경산업 회장
■ 1999/ 8회/ 전문경영인부문 : 신윤식 하나로통신 사장
■ 2000/ 9회/ 창업경영인부문 : 정문술 미래산업 사장
■ 2000/ 9회/ 전문경영인부문 : 서두칠 한국전기초자 사장
■ 2001/ 10회/ 정규수 삼우emc 사장
■ 2001/ 10회/ 손길승 SK그룹 회장

## 11~20회
수상연도/ 회/ 수상자
■ 2002/ 11회/ 전문경영인부문 : 김정태 국민은행장
■ 2003/ 12회/ 창업경영인부문 : 김승호 보령제약 회장
■ 2003/ 12회/ 전문경영인부문 : 안복현 제일모직 사장
■ 2004/ 13회/ 창업경영인부문 : 홍완기 홍진HJC 회장
■ 2004/ 13회/ 전문경영인부문 : 정성립 대우조선해양 사장
■ 2005/ 14회/ 창업경영인부문 : 손동창 퍼시스 회장
■ 2005/ 14회/ 전문경영인부문 : 이지송 현대건설 사장
■ 2006/ 15회/ 창업경영인부문 : 윤석금 웅진그룹 회장
■ 2006/ 15회/ 전문경영인부문 : 이승한 삼성테스코 사장
■ 2007/ 16회/ 창업경영인부문 : 이완근 신성이엔지 회장
■ 2007/ 16회/ 전문경영인부문 : 이구택 포스코 회장
■ 2007/ 16회/ 전문경영인부문 : 김신배 SK텔레콤 사장
■ 2008/ 17회/ 창업경영인부문 : 최평규 S&T그룹 회장
■ 2008/ 17회/ 전문경영인부문 : 김중겸 현대엔지니어링 사장
■ 2009/ 18회/ 창업경영인부문 : 강덕수 STX그룹 회장
■ 2010/ 19회/ 창업경영인부문 : 우석형 신도리코 회장
■ 2010/ 19회/ 전문경영인부문 : 배영호 코오롱인더스트리 사장
■ 2011/ 20회/ 창업경영인부문 : 허영인 SPC그룹 회장
■ 2011/ 20회/ 전문경영인부문 : 이석채 KT 회장

## 21~30회
수상연도/ 회/ 수상자
■ 2012/ 21회/ 창업경영인부문 : 강병중 넥센그룹 회장
■ 2012/ 21회/ 전문경영인부문 : 권오갑 현대오일뱅크 사장
■ 2013/ 22회/ 창업경영인부문 : 김범수 카카오 이사회 의장
■ 2013/ 22회/ 전문경영인부문 : 이상철 LG유플러스 부회장
■ 2014/ 23회/ 창업경영인부문 : 윤동한 한국콜마 회장
■ 2014/ 23회/ 전문경영인부문 : 최양하 한샘 회장
■ 2015/ 24회/ 창업경영인부문 : 서경배 아모래퍼시픽그룹 회장
■ 2015/ 24회/ 전문경영인부문 : 박진수 LG화학 부회장
■ 2016/ 25회/ 창업경영인부문 : 김종훈 한미글로벌 회장
■ 2016/ 25회/ 전문경영인부문 : 하성용 한국항공우주산업 사장
■ 2017/ 26회/ 창업경영인부문 : 방준혁 넷마블게임즈 이사회 의장
■ 2017/ 26회/ 전문경영인부문 : 박성욱 SK하이닉스 부회장
■ 2018/ 27회/ 창업경영인부문 : 최병오 패션그룹형지 회장
■ 2018/ 27회/ 전문경영인부문 : 차석용 LG생활건강 부회장
■ 2019/ 28회/ 창업경영인부문 : 서정진 셀트리온그룹 회장
■ 2019/ 28회/ 전문경영인부문 : 황각규 롯데지주 부회장
■ 2020/ 29회/ 창업경영인부문 : 이수만 SM엔터테인먼트 총괄 프로듀서
■ 2020/ 29회/ 전문경영인부문 : 김선희 매일유업사장
■ 2021/ 30회/ 전문경영인부문 : 허인철 오리온 부회장